# Anapistula seychellensis
Anapistula seychellensis är en spindelart som beskrevs av Michael Ilmari Saaristo 1996. Anapistula seychellensis ingår i släktet Anapistula och familjen Symphytognathidae.
Artens utbredningsområde är Seychellerna. Inga underarter finns listade i Catalogue of Life.